# Alouette 1
Alouette 1 (рус. Алуэтт-1 также Алуэт-1) — первый канадский искусственный спутник Земли. Также является первым космическим аппаратом, сконструированным не в СССР и не в США. С запуском этого спутника началось зондирование внешней ионосферы. Данные, переданные Alouette 1, оказались очень хорошего качества, его работа была продолжена аппаратами Alouette 2, ISIS-1 и ISIS-2.

## Название
Слово alouette по-французски означает «жаворонок», также это название популярной франко-канадской народной песни.

## Запуск
После того как проектирование и конструирование аппарата, занявшее три с половиной года, закончилось, он был доставлен в Калифорнию и 29 сентября 1962 года запущен с помощью ракеты-носителя «Тор-Аджена B», которая вывела его на почти идеальную круговую орбиту высотой 1000 километров.

## Достижения
Alouette 1 был оборудован ионосферным зондом, ОНЧ приёмником, детектором частиц высокой энергии, и приборами для изучения космического шума. На борту не было устройства, которое бы сохраняло данные, то есть учёным попадали только результаты измерений пойманные наземными станциями.
Задачей Alouette 1 было исследование глобальных вариаций электронной концентрации во внешней ионосфере, этим была обусловлена высота его орбиты. Спутник также получил данные открывающие резонансные свойства ионосферной плазмы. Данные со спутника обрабатывала команда около 70 человек, что позволило примерно за четыре года проанализировать полученную информацию и опубликовать её в виде статей и атласов данных.
Космический аппарат Alouette 1 был спроектирован на срок жизни в один год, однако проработал на орбите 10 лет, сделав порядка миллиона измерений ионосферы, после чего в 1972 году был отключён. Согласно теоретическим вычислениям, Alouette 1 может оставаться на своей орбите около тысячи лет.